# Автошлях E97
E97, Європейський маршрут E97 — європейський автошлях, що бере свій початок в українському Херсоні і закінчується у грузинському Поті, належить до проміжних маршрутів європейських доріг. Довжина в Україні — 423,6 км, загальна довжина 1150 кілометрів.
Починається в Херсоні і, збігаючись із міжнародною автомагістраллю М17 (Херсон — Джанкой — Феодосія — Керч) (У Криму в російській класифікації до Красноперекопська 35А-001, далі до Феодосії 35А-001 і до Керчі А291 «Таврида») закінчується на Кримському мосту через Керченську протоку. Далі маршрут переходить у федеральну автомагістраль А290, далі М4 «Дон», далі А147 на території Росії.
У перспективі розглядався проєкт будівництва моста через Керченську протоку. Після анексії Криму Росія з порушенням міжнародного права розпочала самовільне будівництво мосту, тому до врегулювання статусу Кримського мосту зміни до автошляху не очікуються. Слід зазначити, що автодороги E58, E87 і E97 розглядаються також як потенційні маршрути створення Кільцевої автомагістралі навколо Чорного моря (Стамбул — Бургас — Варна — Констанца — Тулча — Одеса — Миколаїв — Херсон — Керч —  Новоросійськ — Сочі — Сухумі — Батумі — Трабзон — Самсун — Ізміт — Стамбул), про що детальніше можна довідатися з документа, підписаного у червні 2007 року представниками країн Чорноморського регіону.

## Маршрут автошляху
Шлях проходить через такі міста:
- Україна: Херсон — Крим
- Крим: Армянськ — Керч
- Росія: Тамань — Сочі
- Грузія: Сухумі — Поті
- Туреччина: Трабзон — Ашкале

Автошлях E97 пролягає територією України, Росії, Грузії та Туреччині.